# مطار إسلام آباد الدولي
مطار إسلام آباد الدولي (إياتا: ISB، إيكاو: OPIS) هو مطار يخدم إسلام آباد عاصمة باكستان. بدأ المطار عملياته الكاملة في 6 مايو 2018، ليحل محل مطار بينظير بوتو الدولي البائد والذي يشكل الآن جزءًا من قاعدة نور خان التابعة للقوات الجوية الباكستانية. وهو أكبر مطار شحن في باكستان وأيضًا من حيث المساحة وسعة الركاب، وهو قادر على خدمة 9 ملايين مسافر سنويًا. وهو ثاني أكثر المطارات ازدحاما في باكستان من حيث حركة الركاب بعد مطار جناح الدولي، كراتشي. ستبني هيئة الطيران المدني الباكستانية مدرجًا ثالثًا على 28,33 فدانًا (11.46 كم2/4.42 ميل مربع) من مساحة المطار.

## شركات الطيران
| شركـات طيـران                     | الوجهات |
| --------------------------------- | --- |
| Aero Nomad Airlines               | مطار مناس الدولي |
| العربية للطيران                   | مطار رأس الخيمة الدولي |
| طيران الصين                       | مطار بكين العاصمة الدولي1 |
| إيربلو                            | مطار زايد الدولي، مطار دبي الدولي، مطار الملك عبد العزيز الدولي، مطار جناح الدولي، مطار الملك خالد الدولي، مطار الشارقة الدولي |
| AirSial                           | مطار الملك فهد الدولي، مطار الملك عبد العزيز الدولي، مطار جناح الدولي، مطار مسقط الدولي، مطار الملك خالد الدولي (تبدأ في 30 أكتوبر 2024) |
| الخطوط الجوية الأفغانية آريانا    | مطار كابل الدولي |
| الخطوط الجوية الأذرية             | مطار حيدر علييف الدولي |
| الخطوط الجوية البريطانية          | مطار غاتويك (تبدأ في 27 أكتوبر 2024)، |
| خطوط جنوب الصين الجوية            | مطار قوانغتشو باييون الدولي، مطار كاشغر الدولي، مطار أورومتشي ديوبو الدولي |
| طيران الإمارات                    | مطار دبي الدولي |
| الاتحاد للطيران                   | مطار زايد الدولي |
| فلاي دبي                          | مطار دبي الدولي |
| فلاي جناح                         | مطار البحرين الدولي، مطار جناح الدولي، مطار كويته الدولي، مطار الشارقة الدولي |
| طيران ناس                         | مطار الملك خالد الدولي |
| طيران الخليج                      | مطار البحرين الدولي |
| الخطوط الجوية العراقية            | مطار بغداد الدولي، مطار النجف الدولي |
| طيران الجزيرة                     | مطار الكويت الدولي |
| كام إير                           | مطار كابل الدولي، مطار مزار شريف الدولي |
| الخطوط الجوية الكويتية            | مطار الكويت الدولي |
| الخطوط الجوية الدولية الباكستانية | مطار زايد الدولي، مطار العين الدولي، مطار حيدر علييف الدولي، مطار بكين العاصمة الدولي، Chitral، مطار الملك فهد الدولي، مطار حمد الدولي، مطار دبي الدولي، مطار الأمير نايف بن عبد العزيز الدولي، Gilgit، مطار إسطنبول الدولي، مطار الملك عبد العزيز الدولي، مطار جناح الدولي، مطار كوالالمبور الدولي، مطار علامه إقبال الدولي، مطار الأمير محمد بن عبد العزيز الدولي، مطار ملتان الدولي، مطار مسقط الدولي، مطار كويته الدولي، مطار الملك خالد الدولي، مطار صلالة، مطار سيالكوت الدولي، Skardu، Sukkur، مطار الطائف الدولي، مطار تورونتو بيرسون الدولي |
| الخطوط الجوية القطرية             | مطار حمد الدولي |
| طيران السلام                      | مطار مسقط الدولي |
| الخطوط السعودية                   | مطار الملك عبد العزيز الدولي، مطار الملك خالد الدولي |
| سيرين للطيران                     | مطار بكين داشينغ الدولي، مطار دبي الدولي، مطار جناح الدولي، مطار الأمير محمد بن عبد العزيز الدولي، مطار كويته الدولي، مطار الشارقة الدولي |
| Somon Air                         | مطار دوشنبه الدولي |
| الخطوط الجوية الدولية التايلاندية | مطار سوفارنابومي الدولي |
| الخطوط الجوية التركية             | مطار إسطنبول الدولي |